# Bob Tinning
Robert Noel Patrick "Bob" Tinning, född 25 december 1925 i Sydney, död 19 maj 2001, var en australisk roddare.
Tinning blev olympisk bronsmedaljör i åtta med styrman vid sommarspelen 1952 i Helsingfors.